# PSYCHOPATH
『PSYCHOPATH』（サイコパス）は、日本のロックバンドであるBOØWYの6枚目のオリジナル・アルバム。
1987年9月5日に東芝EMIのイーストワールドレーベルからリリースされた。前作『BEAT EMOTION』（1986年）よりおよそ10か月振りにリリースされた作品であり、作詞は氷室京介およびジョナ・パシュビー、作曲は氷室および布袋寅泰、プロデュースは布袋および糟谷銑司が担当している。
レコーディングは日本国内にて16日間で終了し、ミックス・ダウンのみベルリンのハンザ・スタジオにて行われた。作風は前作と異なりゴシックホラーを思わせる歌詞とロックを基調としながらも様々なジャンルの音楽を取り入れた楽曲で構成されており、またリリース以前にバンド解散が決定事項となっていたため、解散を意識した楽曲も収録されている。
本作からは先行シングルとして「Marionette -マリオネット-」がシングルカットされオリコンシングルチャートにおいてバンド初の最高位第1位を獲得、また後にリカットされた「季節が君だけを変える」は同チャートにて初登場第4位となった。本作はオリコンアルバムチャートにて前作に続き初登場第1位を獲得、売上枚数は累計で150万枚を記録した。
本作を受けた全国ツアーの最終日である同年12月24日の渋谷公会堂公演にて解散宣言が出されたため、BOØWYとしては最後のオリジナル・アルバムとなった。

## 背景
前作『BEAT EMOTION』（1986年）リリース後、BOØWYは「ROCK'N ROLL CIRCUS TOUR」と題したコンサートツアーを同年11月11日の石川厚生年金会館からツアーファイナルとなった1987年2月24日の日本武道館公演まで、31都市全37公演を実施した。同ツアー中において12月16日の長野市民会館公演終了後、ホテルのバーに全員が集合し解散に関しての話し合いが行われた。事の発端は布袋が海外への進出やデヴィッド・ボウイとの共演を望んだためにバンドを脱退すると発言した事であり、この時点では休養期間取得後にもう1枚アルバムを制作するという形でメンバー間で合意する事となった。しかしツアーファイナルとなった日本武道館公演終了後、マネージャーの土屋浩により招集されたメンバーは表参道のブルーミン・バーに集合し、プロデューサーである糟谷に解散する意向である事を報告した。
高橋まことは解散の一因を自著『スネア』において述べており、布袋の妻であった山下久美子のコンサートツアーに布袋並びにベーシストとして松井恒松も参加する事となり、さらに高橋にもドラマーとしての参加要請が布袋から出されている事を知り、BOØWYの4人中3人がツアー参加となり氷室を除け者にしていると感じた高橋は氷室にこの件を伝えた所、氷室は「来月解散しよう」と言い出す事態となった。しかし布袋は自著『秘密』において解散の理由は4人それぞれが持っており、布袋自身による「絶対に解散せねばならない理由」は「墓まで持っていくつもりだ」と述べている。その後メンバーは全員休養期間に入り、氷室は単身ロンドンへ飛び立つ事となった。布袋は山下のプロデュースおよびコンサートツアーに帯同し、松井も同ツアーに参加する事となった。その最中、東芝EMIから「ONLY YOU」をシングルカットしたいとの要望が出されたが、東京には高橋しかいなかったため高橋は土屋に「バンドのために動くよ」と伝え「ONLY YOU」のプロモーションビデオ制作などに携わった他、全国で開催されたBOØWYフェアへの参加および音楽誌でのインタビューを一人で請け負う事となった。シングル「ONLY YOU」はリリース後オリコンチャートにて初登場第4位を獲得。解散が決定事項となって以降、氷室と布袋は直接対話する事がなくなり全て土屋を通してコミュニケーションをとる形となり、高橋は関係の修復を試みようとしたが不発に終わる事となった。同時期にレコーディング・ディレクターであった子安次郎は糟谷と共にロンドンに滞在中だった氷室の元へ赴き、1枚だけ新しいアルバムを制作する約束を取り付ける。
7月22日には6枚目のシングル「Marionette -マリオネット-」をリリース。これまでシングルでの第1位獲得作品はなかったが、ラブソング中心であった当時のヒットチャートにおいて男女の恋愛をテーマにしない楽曲としては異例の売上第1位を獲得する。7月31日の神戸ワールド記念ホールおよび8月7日の横浜文化体育館ではデビュー以来のほぼ全ての楽曲を演奏するという4時間に及ぶ長時間ライブ「CASE OF BOØWY」を敢行したが、ほぼ全曲を演奏するというスタッフサイドの無謀な提案をメンバーが受諾した背景には、「どこかに解散を見据えていたからだったかも知れない」と土屋は述べている。8月22日および23日にはグリーンピア南阿蘇アスペクタにて開催されたイベントライブ「BEAT CHILD」に参加、オールナイトイベントであったが当日は台風が直撃し、寒さや睡魔に襲われた観客が病院に担ぎ込まれるような豪雨の中での演奏となった。

## 録音

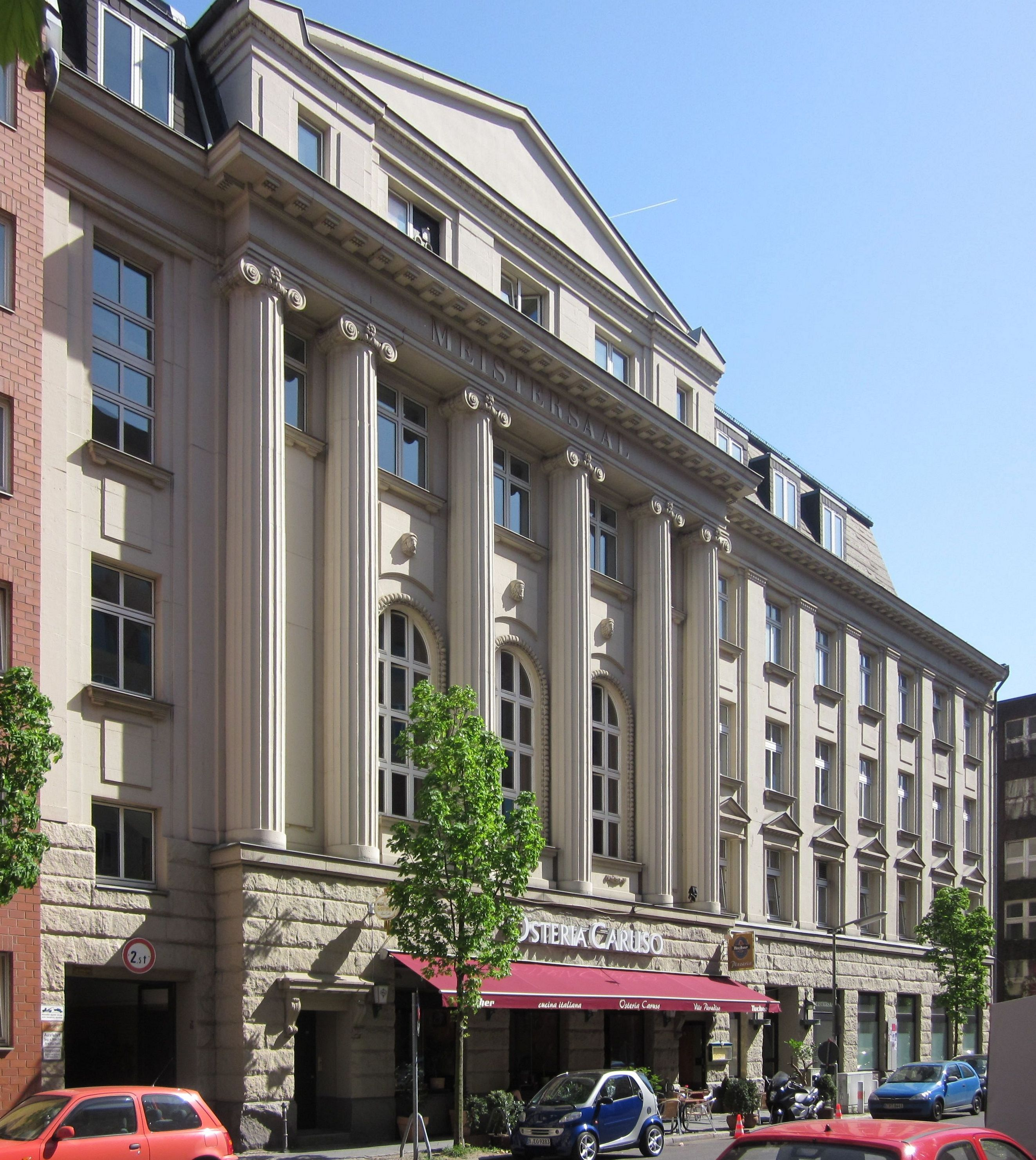
ミックスダウンが行われたハンザ・スタジオ

本作のレコーディングは1987年6月10日から26日にかけて、六本木にあるセディックAスタジオにて行われた。氷室によれば当時のメンバーの動きは完全に個別の状態で、3か月のオフ期間中に曲制作を行っており、それぞれが口には出さないが最後のアルバムであると思って制作していたのではないかと述べている。高橋によれば本作は制作前からラストアルバムとなる事が想定されており、ビートルズのラストアルバム『アビイ・ロード』（1969年）を意識してバンドの終焉を念頭に置いて制作されたと述べている。エンジニアはハンザ・スタジオに在籍していたトーマス・スティーラーが担当、ミックスダウンはハンザ・スタジオにて行われた。
布袋はリリース当時のインタビューで前作が好セールスとなった事によるプレッシャーは感じず、逆に様々な事が可能となりより深く自身の音楽性を追求できた事やスタイルやスタンスにはこだわりを持って制作したと述べている。また、布袋は本作のレコーディングに関してはメンバーそれぞれが個人個人のミュージシャンという感覚で、曲の完成後にあまりリハーサルを行わずにスタジオに入っていた事が前作までと異なる部分であったと述べている。レコーディングの候補曲は15から16曲となっており、時間が短い曲はイントロを長めにするなどアレンジの変更が行われた。布袋は前作までに確立した部分を無理に壊す事なく、それらの要素を少し膨らませるイメージで制作したと述べた他、「1つ1つのフレーズに込める思い入れとかは違うけどね、昔とは」と述べタフなロックンロールサウンドを目指したという。ディレクターの子安次郎は通常は20から30曲のデモテープから楽曲が絞り込まれる所が、本作のレコーディングでは全ての曲順が決まっていたかのように完成版の12曲がスタジオに持ち込まれたと述べている。
氷室は後に本作に関して「この頃からけっこう自分の精神性とかについて突き詰めて考え始めてる。だんだん真面目になってきてる」と述べており、氷室のソロシングルである「ANGEL」（1988年）や「DEAR ALGERNON」（1988年）の歌詞に繋がるベースの部分をすでに本作時点で指向していたと述べている。氷室は「『BEAT EMOTION』で一種極めた大衆芸能的な部分をブッ壊そうと思いつつ、それがうまくいかないジレンマが出てる」と述べ、当時は自身が過大評価されているとの思いから過度なプレッシャーを感じていたと告白している。氷室は同年のBOØWY解散は正解であったとした上で、集大成的な作品を残して解散する意思があったとするならば4枚目のアルバム『JUST A HERO』（1986年）をリリースした時点で解散していたと述べ、本作は集大成的な次元で制作された作品ではなく、精神性やメンバーの音楽に対する接点、音楽と自身との距離感などを重視しており「その時点で自分のできる限りのことを注ぎ込んて作ったアルバムっていう意識がある」と述べている。
後年になり、土屋は「これで終わりにするという決意と、本当に終わってしまうのか、まだ終わりにしたくない……という思いが交差したアルバムになったと思う」と述べており、高橋も同意見であったが「どうせやるなら湿っぽいものにはしたくなかったし、最後までとことん楽しんでやろうと考えていた」と述べている。一方で布袋は自著『秘密』において、レコーディング中もメンバー同士の会話は少なく重い空気が漂っていたと述べている。松井は自著『記憶』において、本作が前作の延長線上にあるとし、「演奏していて気持ちのいい曲が多かった」と述べたが「このアルバムには切なさみたいなものが印象としてあるので、ちょっと重いかな」と述べている。

## 音楽性と歌詞
氷室はBOØWYが商業的に成功を収めたことを素直に喜べず、悲観的であったために他者との間で会話が弾まなくなったことから、「精神がちょっと異常な人」という意味で「PSYCHOPATH」というタイトルを付けたと述べている。「PSYCHOPATH」とは英語で「精神異常者」と言う意味だが表現上問題があるために、発売当初は「イカれた奴」「プッツン野郎」と言う意味だとインタビューなどで説明されていた。アルバムタイトルおよび本作を受けたコンサートツアータイトルは、ハンザ・スタジオの屋上テラスにて決定された。
収録曲の内、「ANGEL PASSED CHILDREN」に関して布袋は近未来感覚を持って作曲し、氷室は人類の行く末を見据えて作詞したと述べ、「RENDEZ-VOUS」は様々な遊びのエッセンスを投入して制作した曲であり、布袋は「つくってる気分はステイタス・クォーとかですヨ」と述べている。「MARIONETTE」に関して布袋はシングルカットを意識して制作はしておらず、氷室は歌詞について「ずっと、あたためてたテーマだった」とし、曲と合っていたために選択した歌詞であったと述べている。「PSYCHOPATH」および「CELLULOID DOLL」、「FANTASTIC STORY」は全て氷室作曲の曲であるが、これらの曲に関して布袋は氷室らしい曲であると主張し、「具体的なコード進行っていうよりはね、ずっと前2人で曲つくってた頃のニュアンスって言うかさ、そういうのがひとつの物語みたいに続いてる様な形で僕の中に入って来てるから。うん、だからそれをなるべくこわさない様にバンドとしての完成形をめざしてアレンジしたりするよね」と述べた他、「自分の曲アレンジする時とは、やっぱりちょっと違うわけで。だから一番考えたと思うな、この3曲が」とも述べている。
松井は自著『記憶』において、氷室はラストアルバムである事を前提に作詞せねばならないために「全体を俯瞰して書かなければならないところもあったと思う」と述べ、ボーカルでありフロントマンであるが故に「苦しいところもあったと思う」とも述べている。収録曲の内、ラストシングルに決定していた「季節が君だけを変える」のみ一度氷室が書き上げた歌詞を、布袋が「もっと深い、俺たちの関係を言葉にして欲しい」と要求し歌詞が書き直される事となった。過去に布袋が氷室に歌詞の書き直しを要求した事は一度もなく、また提案に従った氷室からシングルのカップリングには「CLOUDY HEART」を使用するよう要求が出された。
音楽誌『別冊宝島1322 音楽誌が書かないJポップ批評43 21世紀のBOØWY伝説』にてライターの宮城正樹は、「多種多様なサウンドとファンタスティック・ホラーとも呼ぶべき歌詞ワールドを展開している」と述べ、「LIAR GIRL」は「メロディアスなグラムロック」、「ANGEL PASSED CHILDREN」は「オーソドックスな8ビート・ロック」、「LONGER THAN FOREVER」は「ミディアム・アップのラブソング」、「PSYCHOPATH」は「タイトなニュー・ウェイヴ調の英語詞ナンバー」、「CELLULOID DOLL」は「ヘヴィメタルチック」、「FANTASTIC STORY」は後の氷室ソロにおける「キャッチーさを垣間見せる」、「季節が君だけを変える」は「珍しいニューミュージック風味」であるとそれぞれ指摘し、多彩ながら統一感のある作りが「ピークに達したという感がある」と述べた。歌詞に関しては、当時映画界ではスプラッター映画が主流であった事を指摘した上で、本作では時代の潮流に乗らず「マリオネット」や「セルロイド人形」、「ガラス細工」などヨーロッパのゴシック調のスタイルで描かれているとし、「Baby」を多用していた氷室の歌詞の世界観を拡大したと述べている。

## 楽曲

### SIDE 1
1. 「LIAR GIRL」
ディレクターの子安次郎はBOØWYがイントロに特にこだわっていたバンドであると推測し、個人的に好きなイントロのベスト3に入ると述べている[26]。また、終わりの始まりを感じさせるイントロであるとも述べ、結果として最後のスタジオ・アルバムのイントロであり最後のコンサートツアーのイントロにもなった事から「最終ドラマの幕開けであった」とも述べている[26]。『音楽誌が書かないJポップ批評18 BOØWYと「日本のロック」』では、「後期のBOØWYを代表する、大ホールでの演奏を意識したノリのいいナンバー」と記している[34]。『音楽誌が書かないJポップ批評43 21世紀のBOØWY伝説』にてライターの西岡ムサシは、本作のオープニングを飾るアリーナ・ロックであると述べ、冒頭のギターリフは『オペラ座の怪人』（1986年）をベースにしていると指摘している[35]。書籍『PERFECT BOOK BOØWY』では、「シンセのリフレインから楽器隊が雪崩れ込むイントロが印象的」と記されているほか、歌詞の内容ついては「都会的な恋の駆け引きを歌ったもの」であり氷室による特徴的な単語が使用されていると記している[36]。
2. 「ANGEL PASSED CHILDREN」
子安は本曲に関してアルバムのテーマである「PSYCHO」という精神世界の一表現であったのではないか、当時のメンバーの精神状態から生み出された曲ではないかと推測した[26]。ライブにおいてもアルバムと同様に「LIAR GIRL」の後に間髪いれず演奏された[34]。『音楽誌が書かないJポップ批評18 BOØWYと「日本のロック」』では、初期BOØWYを彷彿させる曲調であると指摘し、全ての曲が肯定的に解釈される現状に対する皮肉を描いたようにも取れると記している[34]。『音楽誌が書かないJポップ批評43 21世紀のBOØWY伝説』にて社会学者の木島由晶は、「跳ねたギターに明るい歌メロ、という彼らのポップネスを体現した曲」であると述べている[37]。書籍『PERFECT BOOK BOØWY』では、ハネているシャッフルビートの楽曲であり、歌詞については「冷たい人間関係に侵された社会をひたすら皮肉った歌詞」であると記しており、曲中の氷室によるシャウトについては「社会から抑圧された若者達の心情を代弁しているかのようである」と主張している[36]。
3. 「LONGER THAN FOREVER」
ほとんどの楽曲でダウンピッキング奏法の松井が、あえてオルタネイト奏法で演奏している。子安はBOØWY後期の代表曲の1つであると述べ、BOØWYが解散せずに活動を続けていたら本作から本曲を含めて何曲かシングルカットされたのではないかと述べている[26]。『音楽誌が書かないJポップ批評18 BOØWYと「日本のロック」』では、「ONLY YOU」の延長線上にある曲とも解釈できると記している[34]。『音楽誌が書かないJポップ批評43 21世紀のBOØWY伝説』にて木島は、「BOØWYの築いたロックンバラードの傑作のひとつ」と述べ、歌詞はバーにおける大人の男女のロマンティックな情景が描かれているとした他、サウンド面ではアコースティック・ギターによって温かみを導入し、サビのメロディではボーカルにコーラスが美しく寄り添っている事からデビュー当時の強面な印象から大きく変化した事を指摘している[38]。フジテレビ系バラエティ番組『いきなり!フライデーナイト』（1986年 - 1989年）のオープニングテーマとして使用された[34]。書籍『PERFECT BOOK BOØWY』では、メジャーコードを多用した速いビートのポップな楽曲であると記されており、歌詞の内容は「愛する女性に対し自らの弱さをさらけ出しながら、永遠の愛を誓う、というメロウな歌詞」であると指摘したほか、「甘いテーマに関わらずどこか切なさが漂う楽曲」であるとも記されている[36]。
4. 「GIGOLO & GIGOLET」
子安は本曲を「無駄なことをすべて排除した、ソリッドでシンプルな楽曲」であると述べ、短い時間の中でメンバーの個性が表現されておりそれぞれのパートの主役が明確に構成されていると述べている[26]。ライブでは曲前に「集まってくれたGIGOLO&GIGOLETに贈ります」とMCされており、バンドブーム全盛期には多くのコピーバンドがこのMCを真似していた[34]。『音楽誌が書かないJポップ批評18 BOØWYと「日本のロック」』では、間奏がアメリカ合衆国のテレビドラマ『スパイ大作戦』（1966年 - 1973年）のようであると指摘した[34]。『音楽誌が書かないJポップ批評43 21世紀のBOØWY伝説』にてライターの宮城正樹は、当時イギリスでは下火となっていたニュー・ウェイヴへのオマージュのような曲であると指摘した他、ニュー・ウェイヴの曲で頻繁に使用された「Communication」や「Temptation」などの言葉が歌詞に使用されている事を指摘している[35]。書籍『PERFECT BOOK BOØWY』では、刹那的な恋愛を題材とした「享楽主義じみた男女の一夜、その熱さと虚しさ、というテーマ」の楽曲であると記しており、初期の楽曲であるアルバム『INSTANT LOVE』（1983年）の表題曲を彷彿させると指摘した上で、「至る所に散りばめた言葉遊びからは、ただならぬ表現力の進歩を感じる」と記している[36]。
5. 「RENDEZ-VOUS (LIVE IN HAMBURG JULY 1987)」
ライブ録音の音源のように聞こえるが、実際はスタジオで録音されたものであり、遊び心で作られた疑似ライブ風の演出である[34]。当時は演出であると知らないリスナーから多くの問い合わせがあったと子安は述べている[26]。本作では本曲や「PLASTIC BOMB」など布袋のコーラスやボーカルパートが多い事から、子安は布袋のソロ活動への試行錯誤がすでに始まっていたと推測している[26]。『音楽誌が書かないJポップ批評43 21世紀のBOØWY伝説』にて文芸評論家の町口哲生は、本作がストーリー性の高い歌詞である事を指摘した他、疑似ライブの模様がレーパーバーンの雰囲気があると指摘した[39]。書籍『PERFECT BOOK BOØWY』では、ライブ録音風に架空のミックスが施された楽曲であることを指摘した上で、「ミドルのシャッフルビート＋コーラスが非常にロック」と記しており、歌詞については「ファンタジックな単語を多用しながら、その内容はといえばなかなかにシニカルである」と記している[36]。
6. 「MARIONETTE」
6thシングル。シングル盤とは若干ミックスが異なっている。詳細は「Marionette」の項を参照。

### SIDE 2
1. 「PLASTIC BOMB」
7枚目のシングル候補曲であった[26]が、メンバーの意向によりシングルカットされなかった。子安は「最もBOØWYらしい、疾走感あふれる名曲」と述べ、アルバム『MORAL』（1982年）収録の「ON MY BEAT」を彷彿させると述べている[26]。『音楽誌が書かないJポップ批評43 21世紀のBOØWY伝説』にてライターの安部薫は、完全なBOØWYサウンドの曲であると指摘し、氷室と布袋の歌の掛け合いなどがスリリングであるとした上で「聴くほどに解散がもったいなく思えてしまう」と述べている[39]。トリビュート・アルバム『BOØWY Respect』（2003年）において、JAPAN BLOODによるカバーが収録されている[40]。書籍『PERFECT BOOK BOØWY』では、「ハイテンポなビートと攻撃的な歌詞」で構成された初期の楽曲を思わせる組み合わせになっていると指摘した上で、「シンプルかつコンパクトに仕上げた、彼らの成長ぶりが伺える一曲」であると記している[36]。
2. 「PSYCHOPATH」
サビの歌詞は「精神病質者はあなたの心の中に住んでいる」という内容であり、後に氷室のソロ作品でリリースされたシングル「DEAR ALGERNON」（1988年）の精神世界に繋がったのではないかと子安は推測している[41]。歌詞中に登場するフィールマン博士の名はその後のツアータイトルにも使用されたが、誰であるのかは諸説あるが不明となっている[34]。『音楽誌が書かないJポップ批評43 21世紀のBOØWY伝説』にてライターの永井純一は、本曲を「やや難解な楽曲の比重が増えだした後期を象徴する1曲」であると指摘し、アート志向が全面に押し出された曲であると述べている[39]。書籍『PERFECT BOOK BOØWY』では、本曲が様々なミュージシャンから評価された「氷室の作曲センスが光る一曲」であると記しているほか、「この曲の格好良さが理解できればかなりのBOØWY通」と主張したほか、「全編通して漂う不安定な雰囲気はまさに『精神異常者』と冠するに相応しい」と主張している[36]。
3. 「CELLULOID DOLL」
子安は本曲の歌詞のテーマが解散後を見据えた自身の心境を綴ったものではないかと推測した他、実験的な曲であり歌唱な困難でありながらも歌い上げる氷室のシンガーとしての力量を見せつけられたと述べている[41]。『音楽誌が書かないJポップ批評18 BOØWYと「日本のロック」』では、氷室の個性が突出した作品であると指摘し、一音ずつ上がっていくサビの展開などがそれまでのBOØWYの曲とは異なる印象であると述べた他、歌詞には初期の頃のシニカルな部分が感じられ「原点回帰」ならぬ「原点懐古」的であり解散を臭わせていたと記されている[34]。『音楽誌が書かないJポップ批評43 21世紀のBOØWY伝説』にて永井は、「ロキシー・ミュージックを敬愛する氷室の手によるニュー・ウェイヴ」であると指摘し、3曲連続で氷室制作曲が続く事で緩急を付けると共に作品の方向性を決定付けているとも述べている[42]。書籍『PERFECT BOOK BOØWY』では、「リズムが非常に複雑でプログレッシヴ色の強い曲」であると記しており、後半のサビにおいてキーが一つずつ上昇していく箇所が歌詞の内容とリンクして「リスナーに焦りや危機感を植え付ける」ことから「詞と曲の相乗効果が非常に秀逸」であると主張している[36]。
4. 「FANTASTIC STORY」
子安は本曲を「幻想的であり、物悲しさを感じる楽曲」と述べた他、本作には最後を感じさせる曲が多く収録された事から「夏のベルリンの空がとても低く、重く感じたことを記憶している」と述べている[41]。布袋は当時「ヒムロックらしい曲」と述べており、『音楽誌が書かないJポップ批評18 BOØWYと「日本のロック」』では、ギリシャ神話をモチーフとした歌詞など氷室の作風に変化が表れていると記している[34]。その後のツアーでは演奏されず、結局ライブでは演奏されていない曲となった[34]。『音楽誌が書かないJポップ批評43 21世紀のBOØWY伝説』にて永井は、「“静”と“動”のコントラストをいかした展開が聴きどころ」であると述べている[35]。書籍『PERFECT BOOK BOØWY』では、Aメロパートについて「楽器隊が複雑に絡まり、人ごみ溢れる雑踏のような不穏な気配を醸す」と表現した上で、サビのパートについては「突如一転、得意のメロディアスな8ビートに変わり開放感溢れる展開に雪崩れ込む」と表現し、「緩急の付け方と表現力に脱帽」と記している[36]。
5. 「MEMORY」
本曲のテーマは自身が理想とする「グダグダするんだったら俺がきれいに消えてやるよ」という男の美学であると氷室は述べ、「CLOUDY HEART」とは表裏一体の曲であるとも述べている[43]。子安はアルバムの締め括りが本曲から次曲「季節が君だけを変える」であった事でストーリー性が高く、BOØWYの存在が多くの人の記憶に残った要因であると確信すると断言している[41]。また「詞、メロディー、サウンド、ボーカルが四位一体となった名曲である」と述べている[41]。ベスト・アルバム『THIS BOØWY』（1998年）リリース時にはプロモーション用の曲として選定され[41]、本曲をベースにしたPVが制作された。ライブではキーを下げて演奏された[34]。『音楽誌が書かないJポップ批評43 21世紀のBOØWY伝説』にて町口は、「解散宣言の曲と解釈するのは必然」と述べている[38]。書籍『PERFECT BOOK BOØWY』では、「CLOUDY HEART」と並ぶBOØWY流ラブソングの完成形であると主張、恋愛を題材としながらも感傷的なだけでなく「広くて深い感情を見事に描き出している」と指摘、「歌声の背後で響くアルペジオが感情を揺さぶる」と記している[36]。
6. 「季節が君だけを変える」
7枚目のシングル。シングル盤はミックスが異なる。詳細は「季節が君だけを変える」の項を参照。

## リリース、アートワーク、プロモーション
本作は1987年9月5日に東芝EMIのイーストワールドレーベルよりLP、CT、CDの3形態でリリースされた。本作のジャケットは尼僧の背後にメンバーの写真が配置されたものになっているが、布袋と高橋の間に謎の人物のシルエット写真が配置されており、布袋サイドのスタッフが制作したジャケットであるためにこの人物が「DR.FEELMAN」なのか、また「DR.FEELMAN」とは何者なのかは判明していないと高橋は述べている。
本作のレコーディング中に先行シングルに決定した「Marionette -マリオネット-」のみがテイクワン・スタジオにてエンジニアの坂元達也によって先行してトラック・ダウンが行われた。しかし同曲は当初シングルカットの予定はなかったという。また同曲はガイナックス制作のアニメーションによるPVが制作された。
本来であれば本作がBOØWYとして最後のリリースとなるはずであったが、本作のセールスが好調であった事からさらに拍車をかけるために2枚目のシングルカットが検討され、レコード会社からはBOØWYらしいアップテンポのビートロックである「PLASTIC BOMB」が推薦されたが、子安は「季節が君だけを変える」をシングルリリースしたいとの欲求が強く残っていた事もあり、「PLASTIC BOMB」を推す声を無視して同曲をリリースする事が決定した。同曲は氷室が一度書き上げた歌詞を、布袋による「もっと深い、俺たちの関係を言葉にして欲しい」との要望から書き直しが行われ、また氷室からは「そういう歌詞にするんだったら、カップリングは『CLOUDY HEART』にして欲しい」と逆に要求が出されることとなった。
後にCD-BOX『BOØWY COMPLETE』に収録される形で1991年12月24日、1993年3月3日、2002年3月29日の計3回リリースされ、2002年版では初めて20ビット・デジタルリマスター版が収録された。
さらに2005年2月16日には24ビット・デジタルリマスター版が単体でリリース、解散宣言から20年となる2007年12月24日には紙ジャケット仕様でリリース、デビューから30周年となる2012年12月24日にはブルースペックCD2でリリースされた。
その後も35周年を記念して2017年6月28日に2007年リリースの紙ジャケット盤が限定復刻、同年7月26日には180gの重量盤としてロサンゼルスのマスタリングスタジオであるバーニー・グランドマン・マスタリングにてカッティングが行われたLP盤として再リリース、さらに2018年3月28日にはハイレゾリューションオーディオ化された音源がFLACとして再リリースされた。

## ツアーと解散宣言

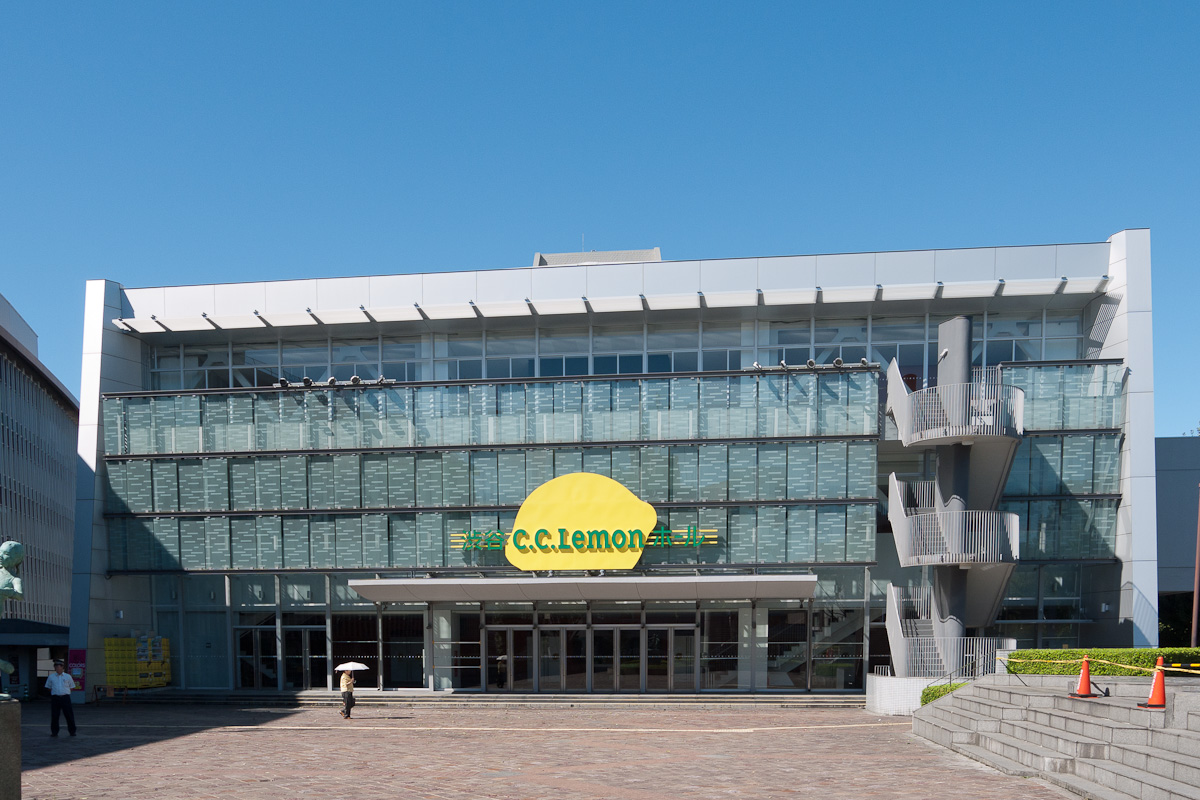
解散宣言が行われた渋谷公会堂

本作を受けての全国ツアーは「BOØWY ROCK'N'ROLL REVIEW DR.FEELMAN'S PSYCHOPATHIC HEARTS CLUB BAND TOUR」と題し、同年9月16日の宇都宮文化会館を皮切りに32都市全35公演行われた。既に解散が決定事項であったためBOØWYとしては最後のツアーであったが、外部には一切知らされていなかった。本ツアーでは開演時の演出として、インストゥルメンタル曲である「VELVET BELLY」が再生される中、ステージ上のスクリーンに工場や歯車、戦争のシーンなどが流れた後に「NO WAR」、「NO AIDS」、「SEX」の文字が表示され、その後BOØWYメンバーが登場する流れとなっていた。9月24日の那覇市民会館公演では、全会場の中で唯一満席とならず2階席に黒幕が張られた状態で開演となった。観客が少ない中でのライブという事でメンバーは初期の頃のライブを思い出し、逆に勢いづいたメンバーはテンションが高くなり、氷室はステージを下りて観客を煽るなど他の会場とは異なる展開となった。
12月には写真週刊誌『FRIDAY』に「BOØWY解散の噂」と題した記事が掲載される。解散の噂はシングル「季節が君だけを変える」のカップリングが「CLOUDY HEART」であった事から発生したものであり、雑誌記事により噂の信憑性が高まり以降のライブチケットはプレミア化した。また『FRIDAY』の別記事では「氷室は殺人罪の前科あり」と掲載された事もあり、氷室はその後ライブ時のMCで「殺人罪の氷室です」と自己紹介するなど冗談として利用した。布袋はBOØWYがアイドルバンドとして捉えられていた事に反発し、同時期には無精髭を生やしそれまで着用していたポップなデザインのスーツを止め、黒く渋い衣装を着用するようになった他、ステージ上では派手なアクションを行わず松井のように直立不動のまま演奏するようになった。土屋は布袋に最後のツアーであり観客のために以前のステージアクションを行うよう要求、布袋はこれに従わなかったがツアー終盤になって以前のステージアクションを行うようになった。
しかしツアー終盤になるに連れ氷室の精神状態が悪化していき、毎回ライブ終了時に「また会おうぜ、愛してます」とMCをしていた氷室は自分の発言が嘘であることと、ファンに事実を伝えられないジレンマに陥り、毎回ライブ終了後に落胆していた。解散宣言はツアーファイナルである渋谷公会堂で行う事が決定されていたが、氷室は度々高橋や土屋に電話を掛け、「『解散します』って言わなくていいのか?」と問いかける事もあったという。その後12月24日の渋谷公会堂でのライブ中に氷室の口から解散宣言ともとれる発言がなされ、BOØWYはその歴史に幕を閉じる事になった。この解散宣言は、当日どのタイミングで行うかは事前に決められておらず、氷室に一任されていた。また、実際に宣言をするかどうかについてはスタッフはおろか、メンバーにも明確には伝えられていなかった。この時会場の外にはチケットを入手できなかった300人程度のファンが詰めかけ、会場の内側から警備員やスタッフが扉を閉めて押さえつけ、さらに机などを置いて固定しているにも拘わらず会場の扉がしなり続け、結果として入口のガラスが破壊され会場側から中止勧告が出される事態となった。翌12月25日には新聞各紙のBOØWYサイドが買い取ったスペースにメンバー4人の個人名が記載された状態で解散宣言が掲載される事となった。

## 批評
| 専門評論家によるレビュー                   | 専門評論家によるレビュー |
| レビュー・スコア                           | レビュー・スコア         |
| 出典                                       | 評価                     |
| ------------------------------------------ | ------------------------ |
| CDジャーナル                               | 肯定的                   |
| 別冊宝島653 音楽誌が書かないJポップ批評18  | 肯定的                   |
| 別冊宝島1322 音楽誌が書かないJポップ批評43 | 肯定的                   |

本作の歌詞やサウンドに対する批評家たちの評価は肯定的な意見が多く出されている。サウンド面に関して音楽情報サイト『CDジャーナル』では「ドライヴ感に満ちたロックンロールをいつものように聴かせてくれる」とした他に「布袋のロック・センスが異常なほど輝いて見えてしかたない」と絶賛した他「最高傑作との呼び名も高い1枚」と主張、音楽誌『別冊宝島653 音楽誌が書かないJポップ批評18 BOØWYと「日本のロック」』においてライターの根本桃GO!は、前作がBOØWYらしく理解しやすい作品であったのに対し本作はBOØWYとしては異質な作品であると主張し、本来はアグレッシブな布袋のギターが本作では抑制的であり「その音色は清々しいまでの透明感に溢れている」と肯定的に評価した他、「R&Bテイストあり、純粋なロックンロールあり、パンクな雰囲気の曲ありと、実はもっともバラエティに富んだアルバムではないかと再認識させられた」と肯定的に評価、音楽誌『別冊宝島1322 音楽誌が書かないJポップ批評43 21世紀のBOØWY伝説』においてライターの宮城正樹は、「多彩さとそれを貫く統一感はまさにピークに達したという感がある」と称賛した他、解散へのキーワードと受け取れる2曲がアルバムの最後に収録されており「心憎い限り」と表現した他「季節が君だけを変える」に関しては本作の中でも異質の曲であり「妙なセンチメンタリズムを感じさせる」と主張した。
歌詞に関して音楽誌『別冊宝島653 音楽誌が書かないJポップ批評18 BOØWYと「日本のロック」』において根本は「音的にも歌詞的にもどこか突き抜けたような感覚」があると主張し、本作が「乾いたリリシズムに満ちた『ロック』となっているのに驚いた」とした他、氷室の発声がそれまで「語尾だけイングリッシュ唱法」であったのに対し本作の一部では「実に伸びやかでごくナチュラルな日本語の発音、発声なのに気がつく」と肯定的に評価、音楽誌『別冊宝島1322 音楽誌が書かないJポップ批評43 21世紀のBOØWY伝説』において宮城は当時映画界においてスプラッター映画が流行していた事を挙げた上で、氷室による歌詞がその潮流には乗らずゴシックホラーを思わせる言葉使いである事や言葉の多様性が増した事で表現の幅を広げていると肯定的に評価した。
小室哲哉は「多くの人に受け入れられるポピュラリティがある。一方で自分たちが好きな音楽にも忠実。ジャケット等のアートワークもちょっと翳りのあるヨーロッパ的な感じで、それまでの日本のロックバンドにはあまり前例のない試みを行いながら、しっかり結果を出していた。だから単純に『すごいな』と思っていました」と賞賛している。

## チャート成績
オリコンアルバムチャートにおいて、本作のLPは最高位第1位の登場週数40回で売り上げ枚数は17.1万枚、CDおよびCTを含めた総合では最高位第3位の登場週数36回で売り上げ枚数は28.4万枚となった。その後も売り上げを伸ばしていき、最終的な累計では売り上げ枚数は約128万枚となった。高橋は自著『スネア』にて本作が累計で150万枚となったと述べている。本作とほぼ同時期にマイケル・ジャクソンの7枚目のアルバム『バッド』（1987年）がリリースされたが、日本においてはオリコンチャートにて本作が第1位を獲得したため『バッド』は第2位の結果となった。この件は1987年9月17日付の読売新聞にて報道された。また全国ツアー9月19日の千葉県文化会館公演にて氷室は「嬉しいお知らせです。『PSYCHOPATH』が、マイケル・ジャクソンとかいう黒人を抜いて1位になりました。これもみんなのおかげと、僕らの実力と、いいスタッフがいるから」とMCで述べている。
オリジナル版はBOØWYのアルバム売上ランキングにおいて第3位となったほか、2012年版は第36位、2017年版は第46位となっている。ねとらぼ調査隊によるBOØWYのアルバム人気ランキングでは2021年および2023年の2回の調査において第3位となった。

## 収録曲
- CD付属の歌詞カードに記載されたクレジットを参照[81]。

| #         | タイトル                                    | 作詞      | 作曲      | 編曲      | 時間  |
| --------- | ------------------------------------------- | --------- | --------- | --------- | ----- |
| 1.        | 「LIAR GIRL」                               | 氷室京介  | 布袋寅泰  | 布袋寅泰  | 4:12  |
| 2.        | 「ANGEL PASSED CHILDREN」                   | 氷室京介  | 布袋寅泰  | 布袋寅泰  | 2:21  |
| 3.        | 「LONGER THAN FOREVER」                     | 氷室京介  | 布袋寅泰  | 布袋寅泰  | 4:08  |
| 4.        | 「GIGOLO & GIGOLET」                        | 氷室京介  | 布袋寅泰  | 布袋寅泰  | 2:23  |
| 5.        | 「RENDEZ-VOUS (LIVE IN HAMBURG JULY 1987)」 | 氷室京介  | 布袋寅泰  | 布袋寅泰  | 3:40  |
| 6.        | 「MARIONETTE」                              | 氷室京介  | 布袋寅泰  | 布袋寅泰  | 3:50  |
| 合計時間: | 合計時間:                                   | 合計時間: | 合計時間: | 合計時間: | 20:34 |

| #         | タイトル                 | 作詞               | 作曲      | 編曲      | 時間  |
| --------- | ------------------------ | ------------------ | --------- | --------- | ----- |
| 7.        | 「PLASTIC BOMB」         | 氷室京介           | 布袋寅泰  | 布袋寅泰  | 2:32  |
| 8.        | 「PSYCHOPATH」           | ジョナ・パシュビー | 氷室京介  | 布袋寅泰  | 4:44  |
| 9.        | 「CELLULOID DOLL」       | 氷室京介           | 氷室京介  | 布袋寅泰  | 2:32  |
| 10.       | 「FANTASTIC STORY」      | 氷室京介           | 氷室京介  | 布袋寅泰  | 3:51  |
| 11.       | 「MEMORY」               | 氷室京介           | 布袋寅泰  | 布袋寅泰  | 4:25  |
| 12.       | 「季節が君だけを変える」 | 氷室京介           | 布袋寅泰  | 布袋寅泰  | 4:37  |
| 合計時間: | 合計時間:                | 合計時間:          | 合計時間: | 合計時間: | 22:41 |

## スタッフ・クレジット
- CDバックカバーに記載されたクレジットを参照[82]。

### BOØWY
- 氷室京介 – ボーカル
- 布袋寅泰 – ギター、コーラス
- 松井恒松 – ベース
- 高橋まこと – ドラムス

### 参加ミュージシャン
- 松武秀樹 – シンセサイザー・オペレーター
- 鈴木浩之 – シンセサイザー・オペレーター

### 録音スタッフ
- 布袋寅泰 – 全編曲、サウンド・プロデューサー
- トーマス・スティーラー – レコーディング・エンジニア、ミックス・ダウン・エンジニア
- YASS ITOH – アシスタント・エンジニア
- アンドレ・ジエレ – アシスタント・エンジニア
- ベンジャミン – アシスタント・エンジニア
- アラン・チャクラバルティー – マスタリング・エンジニア

### 美術スタッフ
- 永石勝 – クリエイティブ・ディレクション
- 小笠原琢己 – アートディレクション
- STUDIO TOY'S – デザイン
- エド・ファン・デア・エルスケン (ORION PRESS) – 写真撮影
- 加藤正憲 – 写真撮影

### その他スタッフ
- 糟谷銑司（ユイ・ロック・プロジェクト） – プロデューサー
- 子安次郎（東芝EMI） – ディレクター
- 土屋浩（ユイ・ロック・プロジェクト） – マネージャー
- ゾンビ鈴木 – ロード・マネージャー
- ワンワン関口 – アシスタント・エンジニア
- B・B・BOYS – スペシャル・サンクス
- パール楽器製造 – スペシャル・サンクス
- レオミュージック – スペシャル・サンクス
- フェルナンデス – スペシャル・サンクス
- BBE – スペシャル・サンクス
- DOD（英語版） – スペシャル・サンクス
- ADA – スペシャル・サンクス
- 鱗原あき – スペシャル・サンクス
- きむらゆうじ – スペシャル・サンクス
- クマ原田 – スペシャル・サンクス
- ハービスホテル – スペシャル・サンクス
- Mr.AGO (PATi・PATi) – スペシャル・サンクス
- Mr.JIN (PATi・PATi) – スペシャル・サンクス
- 後藤由多加（ユイ音楽工房） – エグゼクティブ・プロデューサー
- 石坂敬一（東芝EMI） – エグゼクティブ・プロデューサー

## チャート
| チャート         | リリース年 | 最高順位 | 登場週数 | 売上数   | 規格       | 出典   |
| ---------------- | ---------- | -------- | -------- | -------- | ---------- | ------ |
| 日本（オリコン） | 1987年     | 1位      | 40回     | 17.1万枚 | LP         | [ 2 ]  |
| 日本（オリコン） | 1987年     | 3位      | 36回     | 28.4万枚 | LP, CT, CD | [ 3 ]  |
| 日本（オリコン） | 2012年     | 80位     | 2回      | 0.2万枚  | BSCD       | [ 83 ] |

## リリース日一覧
| No. | リリース日     | レーベル                                    | 規格         | カタログ番号 | 備考 | 出典                |
| --- | -------------- | ------------------------------------------- | ------------ | ------------ | --- | ------------------- |
| 1   | 1987年9月5日   | 東芝EMI／イーストワールド                   | LP           | WTP-90500    | | [ 84 ] [ 3 ]        |
| 2   | 1987年9月5日   | 東芝EMI／イーストワールド                   | CT           | ZH28-1900    | | [ 3 ]               |
| 3   | 1987年9月5日   | 東芝EMI／イーストワールド                   | CD           | CA32-1550    | | [ 3 ] [ 69 ] [ 85 ] |
| 4   | 1991年12月24日 | 東芝EMI／イーストワールド                   | CD           | TOCT-6396    | CD-BOX『BOØWY COMPLETE LIMITED EDITION』収録                                                                                  | [ 46 ]              |
| 5   | 1993年3月3日   | 東芝EMI／イーストワールド                   | CD           | TOCT-6396    | CD-BOX『BOØWY COMPLETE REQUIRED EDITION』収録                                                                                 | [ 86 ]              |
| 6   | 2002年3月29日  | 東芝EMI／イーストワールド                   | CD           | TOCT-24796   | CD-BOX『BOØWY COMPLETE 21st CENTURY 20th ANNIVERSARY EDITION』収録 20ビット・デジタルリマスター盤                             | [ 87 ] [ 88 ]       |
| 7   | 2005年2月16日  | 東芝EMI／イーストワールド                   | CD           | TOCT-25614   | 24ビット・デジタルリマスター盤                                                                                                | [ 70 ] [ 89 ]       |
| 8   | 2007年12月24日 | EMIミュージック・ジャパン／イーストワールド | CD           | TOCT-26496   | 24ビット・デジタルリマスター盤、紙ジャケット仕様、LP盤のレーベルを再現                                                        | [ 90 ] [ 91 ]       |
| 9   | 2012年12月24日 | EMIミュージック・ジャパン／イーストワールド | BSCD2        | TOCT-98005   | | [ 92 ] [ 93 ]       |
| 10  | 2016年9月5日   | ユニバーサルミュージックジャパン            | AAC-LC       | -            | デジタル・ダウンロード | [ 94 ]              |
| 11  | 2016年9月5日   | ユニバーサルミュージックジャパン            | ロスレスFLAC | -            | デジタル・ダウンロード | [ 95 ]              |
| 12  | 2017年6月28日  | ユニバーサルミュージックジャパン            | CD           | UPCY-9685    | 2007年発売された紙ジャケット仕様（旧品番TOCT-26496）の限定復刻                                                                | [ 96 ] [ 97 ]       |
| 13  | 2017年7月26日  | ユニバーサルミュージックジャパン            | LP           | UPJY-9070    | オリジナルアルバムのLPを完全限定復刻 180g重量盤、LAバーニー・グランドマン・マスタリングにてカッティング                       | [ 98 ] [ 99 ]       |
| 14  | 2018年3月28日  | ユニバーサルミュージックジャパン            | ハイレゾFLAC | -            | デジタル・ダウンロード オリジナルマスターから96kHz/24bitのハイレゾリューションオーディオ化 リマスタリング担当はオノ・セイゲン | [ 100 ] [ 101 ]     |